# Таппер, Чарльз
Сэр Чарльз Таппер (англ. Sir Charles Tupper; 2 июля 1821, Амхерст, Новая Шотландия — 30 октября 1915, графство Кент) — шестой премьер-министр Канады, премьер Новой Шотландии, по профессии врач.
Таппер был премьер-министром Новой Шотландии в 1864—1867 годах и сделал важный вклад в образование доминиона Канада, которое состоялось 1 июля 1867 года.
Таппер до начала политической карьеры был первым избранным президентом Канадской медицинской ассоциации. Он стал премьер-министром Канады через 69 дней после того как сэр Макензи Бауэлл отказался от этой должности. Таппер проиграл перевыборы Вильфреду Лорье.

## Биография
Таппер изучал медицину в Эдинбургском университете и получил докторскую степень в 1843 году. В 1846 году он женился на Фрэнсис Морс (1826—1912), от которой он имел трёх сыновей и трёх дочерей. Второй старший сын Чарльза, Хибберт Таппер, стал министром юстиции под Маккензи Бовеле. Младший сын, Уильям Джонстон Таппер, был вице-губернатором провинции Манитоба в 1934—1940 годах.
В 1855 году Таппер был избран в парламент британской колонии Новая Шотландия. Он был членом Конфедеративной партии Канады, которая выступала за присоединение Новой Шотландии к Канадской конфедерации в 1864—1867 годах. В 1872 году он был назначен Джоном Макдональдом министром финансов, а в 1873 году Таппер на короткое время стал министром таможни, ушёл в отставку после «Тихоокеанского скандала».
После выборов в 1878 году консерваторы вернулись к власти и Таппер стал министром общественных работ. В этой должности он руководил строительством Канадской тихоокеанской железной дороги. С 1884 по 1887 год он был канадским Верховным комиссаром в Великобритании (эквивалент посла). Затем он вернулся в Канаду и стал министром финансов. Но уже через год он вновь вступил в должность Верховного комиссара.
В 1896 году новоизбранный премьер-министр Маккензи Бауэлл из-за серьёзного правительственного кризиса подал в отставку. Консервативная партия договорилась о том, что Таппер станет его преемником. Его задачей было руководить партией для победы на выборах. Однако консерваторы проиграли либералам, и спустя 69 дней Тапперу пришлось уйти с поста премьер-министра.
В 1901 году Таппер сложил с себя полномочия депутата и переехал в Англию. Он умер в возрасте 94 лет в графстве Кент (ныне часть Лондона). Его останки были возвращены в Галифакс.
В 2016 году посмертно введён в Канадский зал медицинской славы.